# Колесников Григорій Якович
Григо́рій Я́кович Коле́сников (нар. 1914 — пом. 1938) — радянський військовик, учасник битви на озері Хасан, червоноармієць. Герой Радянського Союзу (1938).

## Життєпис
Народився у 1914 році в нині неіснуючому селищі Слов'янка (в адміністративних межах Кулундинського району Алтайського краю Росії) в селянській родині. Росіянин. Закінчив початкову школу і курси трактористів, працював у колгоспі.
До лав РСЧА призваний у 1935 році. Військову службу проходив на Далекому Сході. Закінчив полкову школу.
Заряджаючий гармати танка 118-го Ачинського стрілецького полку 40-ї стрілецької дивізії (1-ша Приморська армія, Далекосхідний фронт) червоноармієць Г. Я. Колесников особливо відзначився в боях біля озера Хасан. У ході бойових дій його екіпаж у складі командира танку Г. Корнєва і механіка-водія К. Пушкарьова знищив кілька вогневих точок і багато живої сили супротивника. 31 липня 1938 року, прорвавшись у розташування ворога, екіпаж танку вів бій, доки не скінчились боєприпаси. Коли танк був підбитий, японці підпалили його. Екіпаж волів загинути у вогні, аніж здатись у полон.
Похований у братській могилі поблизу висоти Заозерної.

## Нагороди
Указом Президії Верховної Ради СРСР від 25 жовтня 1938 року «за зразкове виконання бойових завдань і геройство, виявлене при обороні району озера Хасан», червоноармійцеві Колесникову Григорію Яковичу присвоєне звання Героя Радянського Союзу (посмертно).
Був нагороджений орденом Леніна (25.10.1938).